# Chariesthes subtricolor
Chariesthes subtricolor là một loài bọ cánh cứng trong họ Cerambycidae.